# 帕爾馬地鐵
帕爾馬地鐵是西班牙巴利阿里群島城市帕爾馬的中型鐵路系統。現在帕爾馬地鐵有2條線路，長度15.55公里 共有16个站点。帕爾馬地鐵修建於2005年至2007年期間，耗資3.12億歐元。2007年4月25日，帕爾馬地鐵通車。2016年，帕爾馬地鐵有120萬人乘坐，平均每天客流量3288人次。

## 歷史

### 馬略卡島鐵路
馬略卡島的鐵路歷史可追溯至1875年，在1930年代的鼎盛時期馬略卡島有300公里的鐵路主要由馬略卡鐵路營運，使用914毫米軌距 (3英尺)，目前服務索列尔地區的索列爾鐵路仍使用這種軌距。隨著公路運輸發展馬略卡鐵路在1950年宣告破產，由西班牙窄軌鐵路公司 (FEVE)接手，1960、70年代多條路線關閉，1981年軌距改為1000毫米的米轨，索列爾鐵路因為不屬於馬略卡鐵路公司，未被FEVE接管，得以保留914毫米軌距。
佛朗哥政權結束後，西班牙民主化並進行权力下放，巴利阿里群島在1983年獲得自治權，但鐵路直到1994年才完成轉移，由馬略卡島鐵路服務 (SFM)接手營運，並在2000、2003年恢復兩條支線。

### 規劃建設
1990年代各左翼政黨和環保組織呼籲在帕爾馬市中心和巴利阿里群島大學 (UIB)之間建立一條地鐵路線，作為擴大高速公路網的替代方案。正式地鐵規劃在2003年巴利阿里地區選舉期間由西班牙工人社会党提出，應對人民党的擴大高速公路網計畫。雖然人民黨在該次選舉勝出，該黨政府仍在2004年宣布建造帕爾馬市中心和巴利阿里群島大學之間的地鐵線路，11月地鐵開始動工，帕爾馬市中心鐵路地下化也成為地鐵工程的一部分，帕爾馬地鐵在帕爾馬市中心的路段與既有的馬略卡鐵路共線。除了與鐵路共線的路段外，M1線分為3個路段，1、2段為地下化，第3段部分平面或高架，並由經營馬略卡鐵路的SFM負責營運。

### 開通
市區與鐵路共線的路段於2007年3月1日開通，其餘路段於4月25日試運營，原定10月1日正式營運，卻因為8~9月的豪雨，導致地下路段淹水，地鐵被臨時關閉，經過修復直到2008年7月28日恢復服務。儘管人民党拒絕背負責任，但部分人士指出建築公司受到公共工程部的壓力，以便地鐵可以在2007年選舉前啟用，因此損害系統質量。
M1線的營運配合UIB行事曆，因此暑假期間班次較少，導致部分使用者批評，地鐵促成了馬略卡交通聯盟的創建，於2008年開始引入共同票價，並發行聯運卡，適用馬略卡島上多數公共交通運輸。

### M2線
馬略卡交通聯盟於2012年11月宣布建設第二條地鐵線，從帕爾馬車站到馬拉奇站，這條路線不需鋪設新的軌道，市區路段與M1共線，郊區也與既有的馬略卡鐵路共線，僅需要將馬略卡鐵路T1線電氣化，並優化SFM的列車運行。與M2一同實施的還有在T1線上開通的因卡特快列車。事實上T1線的電氣化已於2012年2月完成，12月因卡特快列車開始服務，2013年3月13日M2線開通，從宣布到開通不到6個月。

## 路線

帕爾馬地鐵路線圖

與巴利阿里群島多數鐵路相似，帕爾馬地鐵採用1000mm軌距，是少數使用米軌軌距的地鐵系統。
| 標誌 | 路線 | 起訖站                          | 開通 | 長度 (km) | 車站數 | 旅行時間 (min) |
| ---- | ---- | ------------------------------- | ---- | --------- | ------ | -------------- |
|      | M1線 | 帕爾馬車站 - 巴利阿里群島大學站 | 2007 | 7.2       | 9      | 13             |
|      | M2線 | 帕爾馬車站 - 馬拉奇站           | 2013 | 8.35      | 10     | 14             |

## 車輛

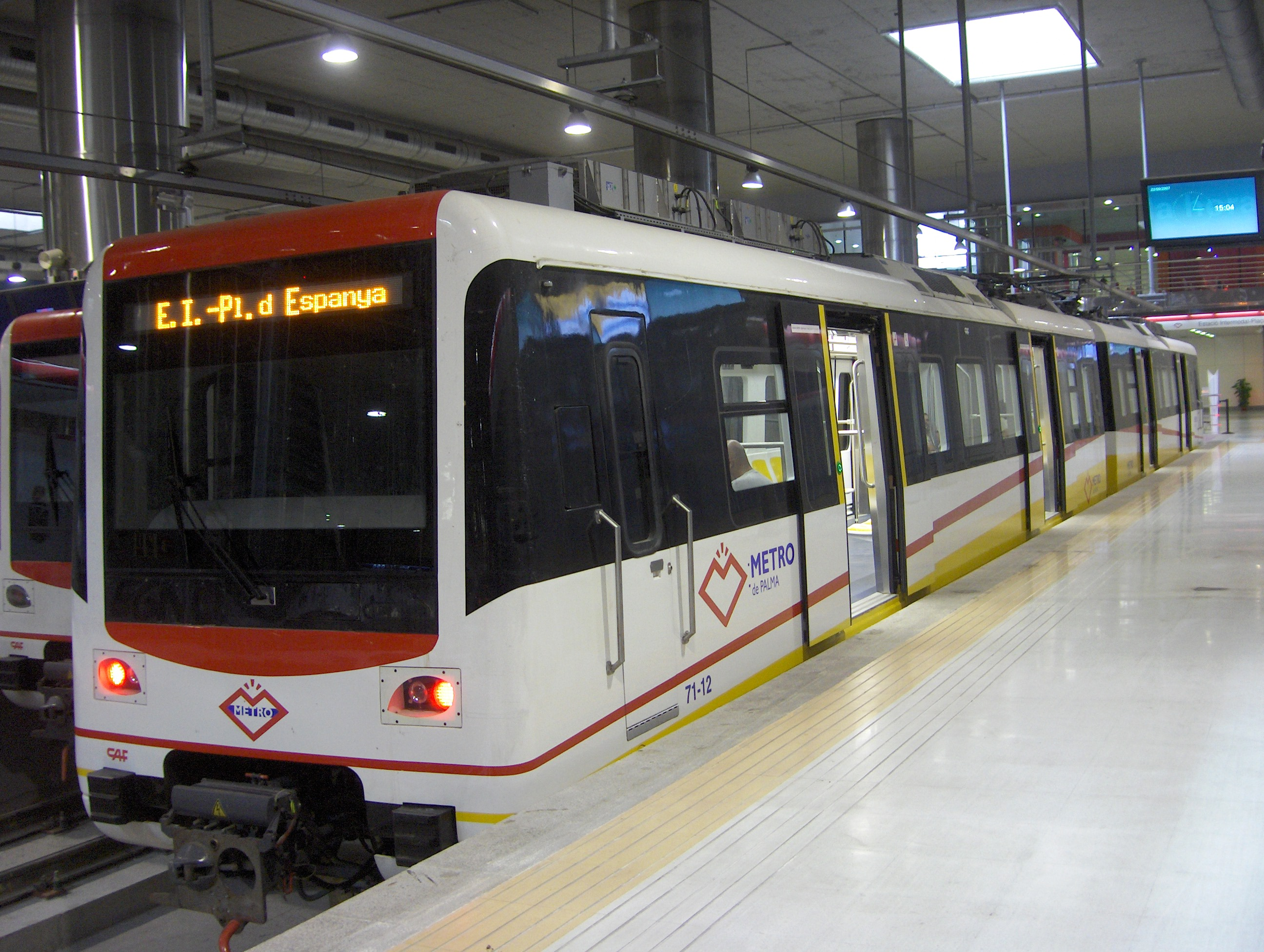
SFM71系列
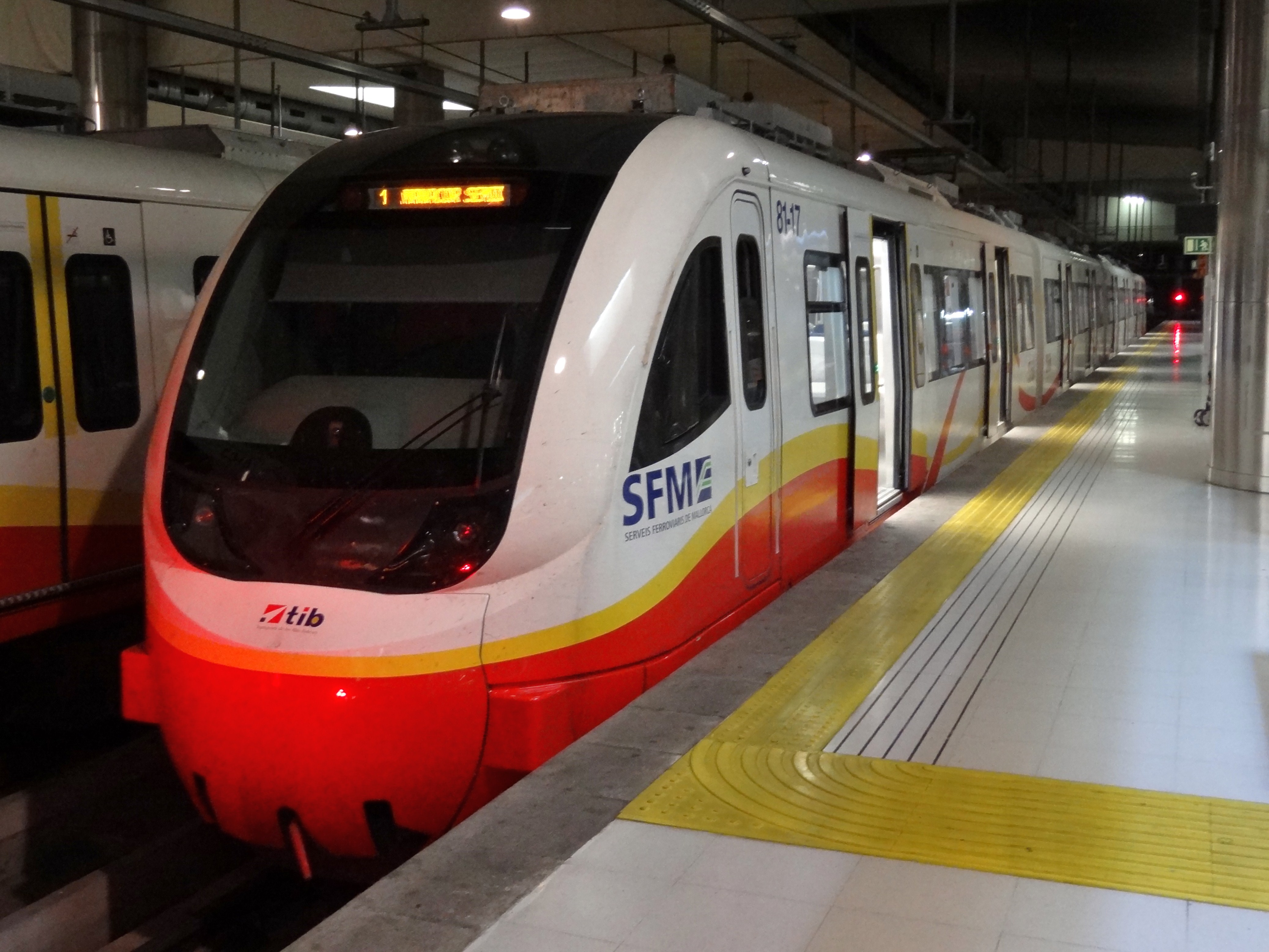
SFM81系列

帕爾馬地鐵使用的車輛是由西班牙鐵路建設和協助公司 (CAF)製造的SFM71系列列車，列車於2006年製造，每列由2節編組組成，2節車廂均帶動力，車廂間可互通，由1500伏直流電的電力驅動，適用1000毫米軌距，每列列車最大載客量為306人，232個站位、74個座位，最高時速可達100km/h。
2013年3月13日M2線開通至同年6月1日，M2線曾使用SFM81系列列車運行，SFM81系列由CAF於2008~2012年製造，用於馬略卡鐵路的電氣化區間，M2線開通之初曾使用SFM81系列營運，但6月1日之後改為SFM71系列代替。SFM81系列每列由3或4節編組組成，組成為2動1拖或2動2拖，車廂間可互通。3節編組最大載客量為386人，268個站位、118個座位；4節編組最大載客量為514人，346個站位、168個座位，最高時速可達100km/h。由於M2與馬略卡鐵路共線，因此在M2線區間仍然可以看到SFM81系列，以及另一款擔當因卡特快列車的SFM91系列運行。

## 運營

### 時間班距
地鐵M1線的服務時間平日大約6：35至21：55，班距約20分鐘；週六7：00至14：50，班距約30分鐘；週日不提供服務，UIB暑假期間服務時間縮減，並加長班距。M2線於2022年4月29日改點後停止運營，以通勤路線維持服務，平日服務時間5：50至22：30，每小時對開6班車，每天6對車在帕爾馬車站 - 馬拉奇站區間不停站。不過SFM公布的暑期班表顯示，2022年7月15日之後，M2將以每小時對開1班的頻率恢復運行，首班車5：56始發，末班車21：34終到，包括通勤路線每小時對開4班車，其中1對在帕爾馬車站 - 馬拉奇站區間不停站，維持至8月31日。

### 票務
帕爾馬地鐵為馬略卡交通聯盟的一部分，馬略卡交通聯盟採用分區票價，帕爾馬地鐵全線位於票價A區，因此全路網均為單一票價。地鐵單程票為1.8歐元。使用聯運卡，單程價格為1.2歐元 (一般卡)、0.9歐元 (青年卡，17~30歲)、0.6歐元 (65歲~)，並可以在每次搭乘大眾運輸後獲得積分，積分按票種和搭乘區域數決定，積分可換為對應金額，並於同月的後續行程中折抵，積分於月底歸零。16歲以下兒童使用聯運卡可以免費搭乘，但聯運卡必須儲值至少5歐元才能使用。

## 未來計畫
M1線路建成後，陸續提出網絡擴展的可能性，2007年時任人民黨籍的巴利阿里政府主席提出將M1延伸至巴利阿里技術創新園區。但同年選舉後，新的西班牙工人社会党聯合政府傾向建設連接帕尔马海滩的有軌電車。2011年人民黨再度上台，並再次提出M1延伸計畫，除了巴利阿里技術創新園區，並新增連接聖埃斯帕斯大學醫院的路線，然而由於歐債危機，以及路線爭議，導致項目的推遲。2018年三家公司提交M1線從UIB到巴利阿里技術創新園區擴建項目的報價，政府預計工程將在2019 年第一季度進行招標，以便於2019 年夏季開始。
2019年1月執政的我們能政府批准交通總體規劃，M1將延伸巴利阿里技術創新園區，以及一條支線從卡米德爾斯雷斯站分出到聖埃斯帕斯大學醫院。2019年12月部分民眾透過網路平台，反對該項建設，主因是帕爾馬地鐵低迷的客運量，他們認為應該優先建設通往帕尔马机场的路線，至於政府提出的路線，應以公車替代，但政府拒絕這項提議。2022年3月政府批准巴利阿里技術創新園區延伸的建設，全長1.4公里，預算為2550萬歐元，預計增加25%客運量，工期15個月。另外前往聖埃斯帕斯大學醫院和帕尔马机场的路線將由計畫中的帕爾馬有軌電車取代。

## 外部連結
- 馬略卡島運輸聯盟 （页面存档备份，存于）
- 馬略卡島鐵路服務 （页面存档备份，存于）